# Valdeavellano de Tera
Valdeavellano de Tera è un comune spagnolo di 193 abitanti situato nella comunità autonoma di Castiglia e León.